# Ocymyrmex cursor
Ocymyrmex cursor är en myrart som beskrevs av Bolton 1981. Ocymyrmex cursor ingår i släktet Ocymyrmex och familjen myror. Inga underarter finns listade i Catalogue of Life.